# La Teja, Michoacán de Ocampo
La Teja är en ort i Mexiko.   Den ligger i kommunen Hidalgo och delstaten Michoacán de Ocampo, i den södra delen av landet, 160 km väster om huvudstaden Mexico City. La Teja ligger 2 106 meter över havet och antalet invånare är 480.
Terrängen runt La Teja är kuperad åt sydost, men åt nordväst är den bergig. Runt La Teja är det ganska tätbefolkat, med 90 invånare per kvadratkilometer. Närmaste större samhälle är Ciudad Hidalgo, 5,0 km öster om La Teja. I omgivningarna runt La Teja växer huvudsakligen savannskog.